# Paseo del Prado (Havanna)

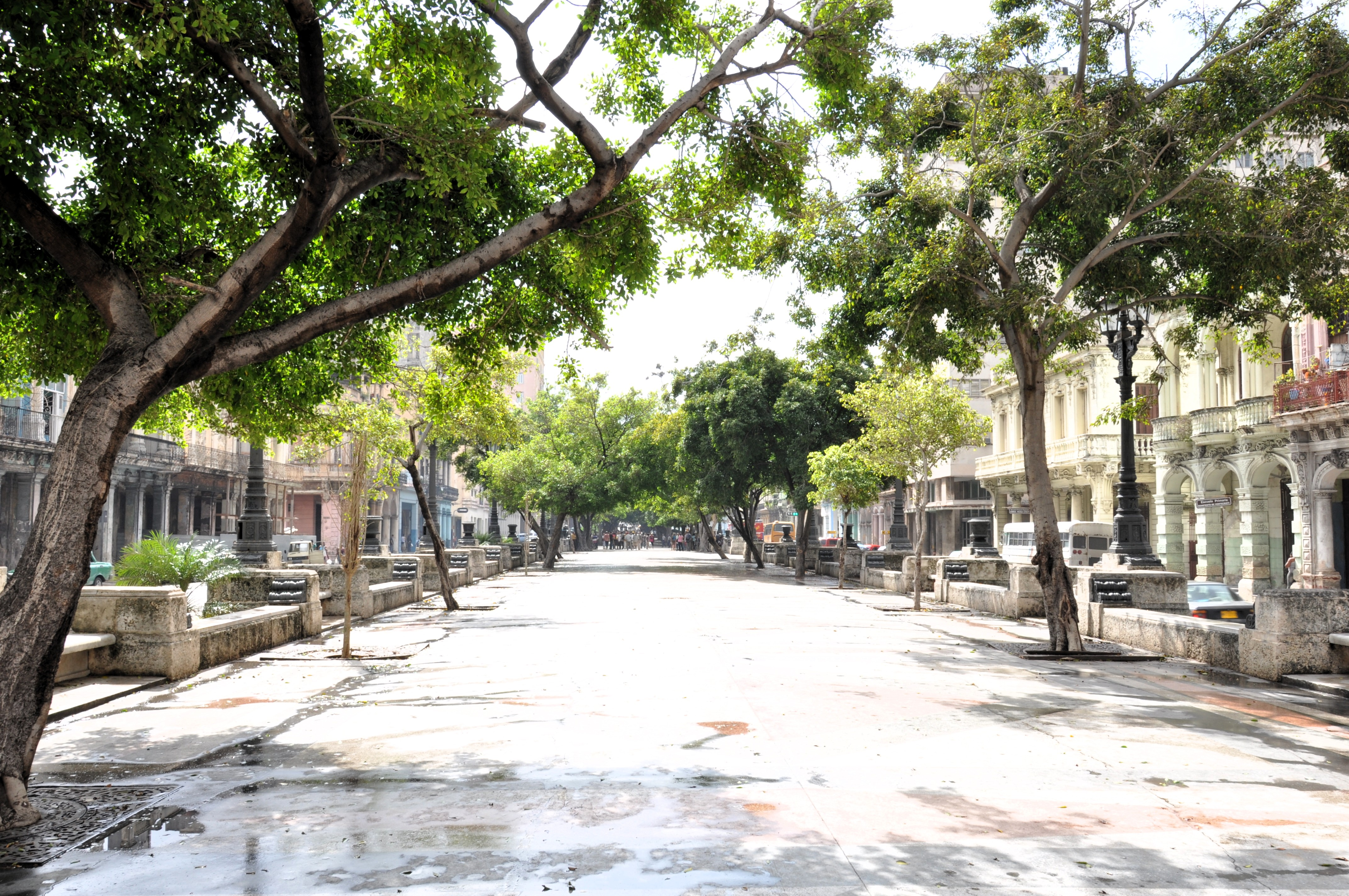
Der Paseo del Prado, 2010

Der Paseo del Prado (kurz: El Prado, offiziell: Paseo de Martí) ist eine Allee in Kubas Hauptstadt Havanna. Er führt vom Malecón ab südwärts bis zum Brunnen La Fuente De La India und markiert die Trennlinie zwischen den Stadtbezirken Habana Vieja (Alt-Havanna) und Centro. Der Prado ist gekennzeichnet durch eine Allee, die aus jeweils zwei Fahrspuren in beide Richtungen besteht, wobei sich in der Mitte eine breite, von Bäumen und Bänken begrenzte Flaniermeile für Fußgänger befindet. Die heutige offizielle Bezeichnung geht auf den Nationalhelden José Martí zurück.
Am Prado befindet sich neben zahlreichen Hotels und Restaurants das Kapitol sowie der Parque Central.

## Geschichte
Der Bau des Prados begann im Jahr 1772 unter Marqués de la Torre, damaliger Generalkapitän Kubas. Er trug damals die Namen Alameda de Extramuros (spanisch für Allee außerhalb der Stadtmauern) und später Paseo de Isabella II, nach der damaligen spanischen Königin Isabella II. Die neue Straße war zunächst als zentrale Verkehrsader der damals aufstrebenden Handelsmetropole gedacht, deren wachsende Bevölkerung im historischen Stadtkern keinen Platz mehr fand. Unter Miguel Tacón wurde die Allee bis zur Küste, dem heutigen Malecón, erweitert. An seinen Seiten siedelten wohlhabende Herrschaftsfamilien. Hier entstand das Tacón-Theater, welches später abgerissen wurde, um dem heutigen Gran Teatro Platz zu machen.

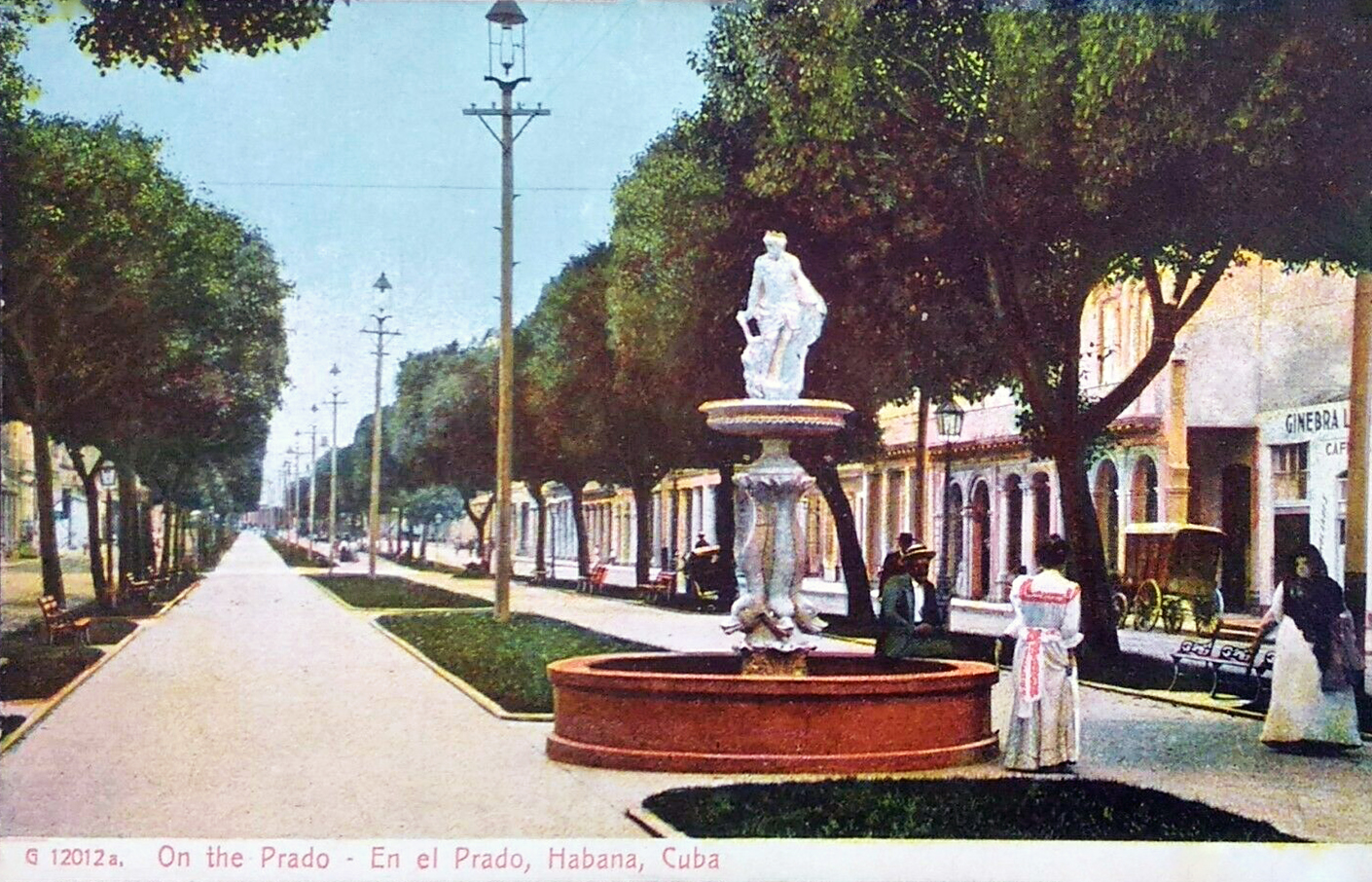
Der Prado um 1905

Um 1902 gab es eine Umgestaltung, die zusammen mit dem Parque Central realisiert wurde. Die Straße wurde in zwei Alleen in jeweils nördliche und südliche Fahrtrichtung angelegt, gesäumt von einer breiten, von Bäumen begrenzten Flaniermeile für Fußgänger in der Mitte. Gleichzeitig fand die Umbenennung von Paseo de Isabel II nach Paseo de Martí. Im Volksmund blieb jedoch – bis heute – Paseo del Prado üblich.
Die heutige Gestalt erhielt der Prado Ende der 1920er Jahre unter der Präsidentschaft von Geraldo Machado, der den französischen Landschaftsarchitekten Jean-Claude Nicolas Forestier mit der Umgestaltung beauftragte. Es wurden weitere Bäume gepflanzt und Parkbänke aus Marmor hingestellt.